# Nomaua rimutaka
Espèce
Nomaua rimutaka est une espèce d'araignées aranéomorphes de la famille des Physoglenidae.

## Distribution
Cette espèce est endémique de Nouvelle-Zélande. Elle se rencontre dans la région de Wellington dans l'île du Nord.

## Description
Le mâle holotype mesure 4,094 mm et la femelle paratype 3,622 mm.
Forster, Platnick et Coddington en 1990 avaient pris les mâles de Nomaua rimutaka pour ceux de Nomaua waikanae.

## Étymologie
Son nom d'espèce lui a été donné en référence au lieu de sa découverte, les monts Rimutaka.

## Publication originale
- Fitzgerald & Sirvid, 2009 : A revision of Nomaua (Araneae: Synotaxidae) and description of a new synotaxid genus from New Zealand. Tuhinga, vol. 20, p. 137-158 (texte intégral A B).